# 곽노현의 후보단일화 대가 현금지원 논란
이 문서는 곽노현이 2010년 6월에 일어난 서울특별시 교육감 선거와 관련해 당시 후보였던 박명기에게 돈을 건넨 것이 후보단일화를 위한 대가로 현금을 지원한 것인지에 대한 논란을 다루고 있다.

## 검찰 수사
2011년 8월 27일 검찰은 6·2 지방선거 서울시교육감 선거에서 곽노현 현 교육감과 진보 진영 후보 단일화를 한 박명기 서울교대 교수를 체포했다. 검찰에 따르면 박명기는 2010년 치러진 교육감 선거에서 곽노현과 교육감 후보 단일화에 합의해 자신이 사퇴하는 대가로 2011년 2∼4월 곽 교육감의 측근으로부터 3차례에 걸쳐 자신의 동생을 통해 총 1억3000만원을 건네받은 혐의를 받았다. 검찰은 박명기와 그의 동생을 함께 체포한 뒤 27일 밤까지 조사를 벌여 금품을 받은 경위와 대가성 여부를 추궁했다. 검찰은 또 박명기가 2011년 6월 서울시교육청 소속 서울교육발전자문위원회 자문위원에 위촉된 것도 후보 단일화에 대한 대가성이 있는지 조사했다. 검찰 수사에 대해 곽노현 교육감측은 "정치적 보복"이라며. 곽 교육감측 서울시 교육감 선거 때 진보 진영 후보 단일화는 시민단체들이 주도했지 않느냐"면서 곽 교육감과 박 교수 간에 금품이 오갈 이유가 없다고 주장했다. 그는 또 "주민투표 직후 검찰이 이런 수사를 한다는 것은 정권 차원의 정치적인 보복 수사로밖에 볼 수 없다"고 말했다. 그러나 이틀후 곽노현은 기자회견을 열고 박명기 교수의 어려운 처지를 외면할 수 없어 선의로 2억원의 지원을 했다며 사실을 시인했다. 곽노현은 검찰 조사과정에서 "박명기 서울교대 교수에게 총 2억원의 돈을 지원했다"라고 시인했다. "박 교수가 두 번의 선거 과정에서 많은 빚을 졌고 자살마저 생각한다는 말을 전해 듣고 외면할 수 없었다. 성격과 정황상 정말 자살할지도 모른다고 생각했고, 친한 친구를 통해 2억원을 지원했다”고 밝혔다. 곽노현은 진보진영 교육감 후보 단일화에 대한 대가라는 내용에 대해 "후보단일화를 할 때 대가에 대한 어떤 약속도 없었고 위법과 반칙이 없었다"라고 반박했다. 경향신문은 사설에서 "당시 단일화는 시민사회 원로들의 중재로 이뤄졌고, 실제로 단일화의 대가는 아니었을 가능성도 있다. 그러나 대가 약속이 없었다고 해서 2억원이라는 거액을 전달한 사실이 문제가 안되는 것은 아니다"라며 사퇴를 촉구했다. 곽노현이 돈을 전달했다는 사실을 시인하면서 서울시교육청은 충격에 빠졌다. 곽노현이 의욕적으로 추진하던 각종 교육개혁 조치들도 동력을 잃을 것이란 관측도 나왔다. 전임인 공정택이 재직 당시 교육청 간부들로부터 1억4600만원에 이르는 뇌물을 받은 혐의로 기소돼 올해 2월 대법원에서 징역 4년형이 확정된 이후 곽노현은 ‘비리 척결’을 최우선 과제로 내세웠다. 곽노현의 비리 척결 노력은 보수 교원단체와 학부모단체에서도 인정한 성과였다. 하지만 이도 빛이 바랬다는 지적이다
수사는 일사천리로 진행됐다. 일각에서 무상급식 주민투표 이후 여론이 여권에 불리하게 돌아가는 것을 막기 위한 일사천리 공안수사가 아니냐는 의혹에 대해 검찰은 "서울시 무상급식 주민투표에 영향을 주지 않기 위해 그동안 보안을 유지하며 외부 수사는 자제해왔다. 하지만 투표가 끝나고 공소시효 6개월이 임박한 상황이어서 수사에 돌입하지 않을 수 없었다"고 말했다. 검찰은 곽노현을 출국 금지하는 한편, 곽노현이 공직선거법 위반 혐의로 재판에 회부돼 벌금 100만원 이상 형이 확정되면 교육감직을 잃게 된다. 8월 28일 곽노현은 공식적으로 다음과 같은 입장을 밝혔다.
| “ | 교육감 당선 이후 저의 일거수일투족이 감시 속에 있었던 상황에서 제가 어떻게 공사 구별을 게을리하고 법 위반을 할 수 있겠나. 저에게 항상 감시가 따른 건 진보교육감, 개혁성향이라는 이유일 것이다. 법학자이자 교육자로서, 법으로부터 올바름과 교육으로부터 정직을 배웠다. 올바름과 정직이 제 인생의 나침반이자 안내자이다. 후보 단일화 과정에 위법과 반칙은 전혀 없었다. 박명기 교수가 교육감 선거에 두 번이나 출마하는 과정에서 많은 빚을 졌고, 이때 생긴 부채로 자살마저 생각한다는 얘기를 들어 모른 척할 수 없었다. 박명기 교수의 어려운 처지를 외면할 수 없어 선의의 지원을 했다. 이것이 범죄인지 아닌지, 부당한지 아닌지, 부끄러운 일인지 아닌지는 사법당국과 국민의 판단에 맡기겠다. 공권력은 명확하게 검을 휘둘러야 하지만 제가 가르치고 배운 법은 인정이 있는 법, 사람을 살리는 법이다. | ” |

8월 31일 검찰은 곽노현의 부인 정모씨를 소환해 참고인 신분으로 조사했다. 검찰은 정씨를 상대로 3000만원을 인출한 경위와 사용처를 추궁했다. 곽노현의 변호를 맡은 김칠준 변호사는 "곽 교육감은 박 교수에게 후보 사퇴를 대가로 돈을 주기로 합의한 적이 없다. 처음부터 일관되게, 대가를 주고 합의하는 것을 바보 같은 짓으로 봤다"고 밝혔다. 김 변호사는 또 "현재 언론 보도들은 전형적으로 검찰에 의존해서 쓰는 것"이라고 말했다. 곽노현은 "검찰 수사와 관련해 이미 총체적 진실을 이야기했다"라며 교육감직을 계속 수행할 것이라고 말했다.
그러나 곽노현캠프의 회계책임자가“양씨에게 박 교수를 돕겠다는 약속을 한 것은 사실”이라며 이면합의의 존재를 시인했으며, 곽 교육감에게 이를 바로 보고하지는 않았다고 밝혔다. 이씨는 “곽 교육감이 (10월께 이 사실을 뒤늦게 알고) 거의 기겁을 했고 굉장한 정신적 충격을 받은 것 같았다”고 말했다. 이에 따르면 박명기교수가 후보 단일화 직전 곽 교육감에게 14억9200만원을 요구했던 것으로 확인됐다. 이에 대해 곽 교육감은 7억원과 서울시교육청 산하 정책자문기구 위원장직을 약속한 뒤 사정 당국의 감시와 선거법상의 단기 공소시효(12월 2일)를 이유로 약속 이행을 차일피일 미뤘던 것으로 나타났다. 검찰은 "곽 교육감이 참석한 자리에서 선거비용 보전 문제로 단일화 협상이 깨졌는데, 이후 실무자들이 협상을 벌여 단일화에 합의했다”며 “단일화의 최대 걸림돌이던 선거비용 보전 문제를 어떻게 하기로 했는지 곽 교육감이 물어보지 않았다면 이상한 것 아니냐"며 곽노현이 사전에 인지하고 있었다고 주장했으나, 곽노현의 회계책임자 이모씨는 2일 연합뉴스와의 전화 통화에서 “자세히 말할 수는 없지만 박 교수 측 협상대리인 양씨에게 돕겠다고 약속을 한 것은 사실이다. 그러나 구체적 액수는 밝힐 수 없다. 하지만 곽 교육감은 이 같은 사실을 몰랐다. 이 같은 합의 사실을 곽 교육감에게 곧바로 보고하지 않았다. 곽 교육감은 당선 후 4개월이 지난 10월이 돼서야 이 사실을 알고 굉장한 정신적 충격을 받은 것 같았다"라며 검찰의 주장을 반박했다. 9월 4일 곽노현의 회계책임자 이모씨는 검찰에 소환되어 조사를 받았다. 검찰은 이씨를 상대로 양씨와의 협상에서 후보 사퇴를 조건으로 금품과 자리 등 대가를 주기로 합의했는지, 합의했다면 그 사실을 곽 교육감에게 언제 보고했는지 등을 집중 추궁했다.
9월 2일 오전 검찰은 곽노현의 자택을 압수수색해 사건과 관련된 것으로 의심되는 서류와 컴퓨터 파일 등을 확보하는데 주력했다. 검찰의 직접적인 증거물 확보와 함께 이번 사건의 열쇠를 쥐고 있는 핵심 관련자들이 잠적한 데 따른 것으로 분석된다. 검찰은 2010년 선거에서 후보단일화 직전 곽노현 측 회계책임자인 이모씨와 박명기 캠프의 양모씨가 박 교수 사퇴 조건으로 돈과 직(職) 등 대가를 주기로 합의하고 이를 곽 교육감과 박 교수에게 보고한 것으로 보고 있다. 이날 검찰은 2010년 선거 과정에서 후보 단일화 논의에 참여한 곽 교육감 측 실무자 김모씨와 회계책임자 이모씨, 박 교수 측 양모씨 등 3명의 자택도 압수수색했다. 이 압수수색에서 개인용 컴퓨터 하드디스크를 복원하는 과정에서 이 같이 증거인멸을 시도한 일부 정황을 잡아낸 것으로 알려졌다. 검찰은 수색하는 과정에서 컴퓨터 본체가 사라진 채 모니터만 있었던 것으로 드러나 곽 교육감이 증거 인멸을 시도한 것으로 판단했다고 밝혔다.
또한 압수수색과정에서 곽 교육감 명의의 차용증 6장을 포함해, 강모 교수 명의의 차용증 6장 등 총 12장의 차용증이 발견되었다. 검찰은 위장 차용증은 선의로 2억원을 줬다는 곽 교육감의 발표와 배치되는 증거로 보고 있다고 SBS는 보도했다. 선의로 줬다면 돈을 준 사람을 위장할 필요가 없다는 것이다. 이런 이중 차용증에 대해 강모 교수는 "그런 것은 제가 얘기할 것이 아니다"며 "이런 문제는 제가 법률가가 아니라서 답변을 적절하게 못 한다"고 말했다.
강경선 한국방송통신대 교수는 박명기 교수에게 건넨 2억원을 두고 “대가성이 있다”는 취지로 검찰에서 진술했다는 동아일보 보도에 대해 “사실과 전혀 다르다. 나는 검찰에서도 일관되게 대가성이 아니라고 진술하고 나왔다. 그 매체는 대체 무슨 근거로 그런 기사를 작성했는지 출처를 낱낱이 밝혀야 할 것이다. 오히려 나와 직접 인터뷰한 2면 박스 기사를 보면 내가 정반대로 말했다는 사실을 잘 알 수 있을 것"이라며 동아일보 보도를 비판하기도 했다.
9월 3일 박명기는 검찰 조사에서 "곽 교육감 측에 차용증(돈을 빌렸다고 증명하는 문서)을 써줬다. 후보 사퇴 대가로 곽 교육감 측이 ‘나중에 문제가 될 수 있으니 돈을 빌려주는 형식을 취하자’면서 차용증을 요구해, 차용증을 곽 교육감 측에 줬다"라고 진술했다. MBC는 "'선의로 2억원을 줬다'고 말한 곽 교육감의 발언과 배치되는 것"이라고 보도했다.
| 쟁점                        | 곽노현 측                     | 검찰                         |
| --------------------------- | ----------------------------- | ---------------------------- |
| 박명기에게 준 2억원의 성격  | 안 줬다 → 선의로 준 것        | 후보 단일화 대가             |
| 곽노현과 박명기의 사전 협의 | 없었다 → 실무진 측에서 있었다 | 있었다                       |
| 곽노현의 협상결과 인지 시점 | 선거 4개월 뒤에 알았다        | 처음부터 알고있었다          |
| 단일화 조건                 | 구체적 대가나 약속 없었다     | 7억원 지급과 자문위원장 약속 |

곽노현이 '선의'로 2억원을 지원했다는 내용에 대해 의문이 제기되던 가운데 실제로 곽노현에게 도움받은 사람에게 제보가 들어오기도 했다.}}
검찰의 수사는 계속됐다. 8월 29일 검찰은 '교육감 후보 단일화 대가로 곽 교육감으로부터 7억원을 받기로 했으나 2억원만 받았다'는 박명기의 진술을 확보한 것으로 알려졌다. 이날 박명기는 구속됐다. 박명기에게 돈을 전달한 곽노현의 최측근 강모 한국방송통신대 교수도 체포해 조사했다. 강 교수는 지난해 교육감 선거 때 곽 교육감으로의 단일화에 합의하고 후보를 사퇴한 박 교수 측에 2억원을 건넨 혐의를 받았다. 검찰은 계좌추적을 통해 곽 교육감이 올해 2월22일 5000만원을 시작으로 3월8일, 3월15일, 3월22일, 4월8일 등 총 6차례에 걸쳐 2억원을 박 교수 측에 전달한 사실을 확인했다. 그러나 곽노현은 "죄지은 것이 없고 떳떳하다"며 입장을 밝히며 일정을 정상적으로 소화해 나갔다.
검찰은 2010년 6월 서울시교육감 선거가 끝난 뒤 곽노현과 박명기측이 박 교수의 선거비용 보전 방안 등을 협의하며 주고받은 e메일을 확보했다고 밝혔다. 서울중앙지검 공안1부는 2010년 5월 박명기가 7억원을 선거 후 받기로 곽노현 측과 약속한 뒤 사퇴하고 곽노현으로 후보를 단일화한 것으로 추정했다.
'선의'로 돈을 지급했다는 곽노현측의 주장에 대해 검찰은 "다른 사람 집에서 물건을 훔친 뒤 ‘형편이 어려워서 그랬으니 절도가 아니다’라고 하는 것과 똑같다. 행위는 주관적으로 판단하는 것이 아니라 객관적으로 봐야 한다. 선의를 어떻게 객관적으로 증명하나."라고 반박했다. 그러나 부장판사 출신의 변호사는 "후보매수죄는 대가성을 폭넓게 인정하는 뇌물죄보다 엄격한 잣대로 판단한다”며 “형사재판은 무죄추정의 원칙이 있기 때문에 검찰에서 단순한 의혹이 아니라 돈이 오간 때와 근접한 시점에 양측의 행적 등 정확한 증거를 대고 입증해야 할 것"이라고 지적했다. 검찰은 그러나 막판까지 선거비용 보전을 요구했던 박 교수가 갑자기 아무런 조건 없이 물러난다는 건 상식적으로 이해하기 어렵고 선의라면 굳이 주변 인물 계좌를 이용해 여러 단계로 복잡하게 전달할 필요가 없다는 게 검찰의 시각이다. 돈 전달 시점도 곽 교육감이 선거법 공소시효를 착각해 법에 저촉되지 않으리라 판단하고 2011년 2월부터 건넨 것으로 보고 있다. 박 교수는 애초 선거비용 7억원을 보전해주기로 약속했고, 받은 2억원은 그 중 일부라고 진술한 상태다. 박 교수 측에서는 녹취록과 정리 문건도 나왔다.
2011년 9월 9일 곽노현이 구속됐다. 영장담당 판사는 "범죄사실이 소명되고 증거 인멸 우려가 있다"라며 영장 발부 이유를 밝혔다. 법원은 도주할 가능성을 높게 보진 않았으나 곽노현이 혐의를 부인하고 있어 증거를 인멸할 개연성이 크다는 검찰의 주장을 받아들였다. 검찰은 9월 24일 안에 곽노현을 기소하는 것을 목표로 하고 있다. 곽노현은 구속에 대해 "매우 실망스럽다. 하지만 시련이 닥친다고 해서 진실이 변하지는 않는다. 나 자신을 돌아보고 더 단련할 기회로 삼겠다"라고 말했다.
박명기가 의뢰한 법무법인은 광우병 사건, 정연주 불법 해임사건, 노무현 전 대통령 수사 등 이명박 정부 관련 사건들과 BBK 등을 전담했던 '바른'이다.
박명기가 곽노현에게 7억원을 요구한 것을 곽노현이 거부한 사례도 알려졌다. 서울시 교육감과 박명기 서울교대 교수의 단일화 중재에 참여했던 이해학 목사가 지난 5월 있었던 이른바 ‘사당동 모임’에서 오고간 내용을 밝혔다. 이 목사는 박 교수 측이 7억원을 요구했고 이에 대해 곽 교육감이 단호히 거부했다고 전했다.
9월 13일 검찰이 수감 중인 곽노현에 대해 일체 접견 금지를 시켜 논란이 제기됐다. 이에 대해 서울시교육청은 "검찰의 접견금지 조치는 기소 전 긴급한 결재업무 등을 수행할 수 있는 현직 교육감의 법적 권한을 수사편의를 위해 사실상 정지시킨 것"이라며 반발했다. 시교육청 관계자들은 이날 오후 서울구치소를 찾아 실무자 간 협의를 한 자리에서 "업무 보고를 위해 별도의 장소를 제공하는 '공무상 접견'을 한 주에 2차례 정도, 업무시간(오전 9시~오후 6시) 중 30분가량 허용한다"는 답변을 받았다.

## 각계 반응

### 정치권

#### 한나라당
한나라당은 "곽 교육감은 자격이 없다", "(곽 교육감은) 어려운 이를 보면 그때마다 2억원씩 주느냐. 곽 교육감이 자선사업가도 아니고 재벌처럼 돈 많은 이도 아니고, 솔직히 밝히고 바로 그만두시는 게 마땅하다"며 사퇴를 요구했다. 민주노동당은 "정치 검찰의 작품이라는 비판은 피할 수 없다. 매우 안타까운 일"이라고 말했다.
곽노현 수사에 대해 이전부터 여권 관계자들이 알고 있었을 것이란 의혹이 제기되기도 했다. 여권 관계자는 "실제 정보기관 주변에서 이런 얘기들이 있었다”며 “국정원과 청와대가 사전에 몰랐을 가능성은 없다"라고 말했다. 주민투표의 핵심 당사자인 홍준표와 오세훈도 이 사실을 사전에 알았는지 여부에도 관심이 집중됐다. 주민투표 직후 오 시장이 사퇴를 강행하고, 한나라당이 10월 보궐선거를 수용키로 정면돌파하는 시점에 곽노현 수사 정보도 영향을 미쳤을 수 있기 때문이다. 홍준표는 "곽노현 교육감 수사는 내가 알기론 이미 진보진영에서 내부분열이 있어서 제보가 돼 검찰에서 수사가 들어간지 꽤 오래됐다. 공정택 교육감에 이어 서울시 교육감이 또다시 부패 교육감이 되는 사례가 됐다"라고 말했다.
한나라당은 "‘부패진보’와 ‘위선진보’의 상징이 된 곽 교육감은 더는 선의라는 궤변으로 국민을 농락하지 말고 거짓 변명을 참회하고 석고대죄해야 마땅하다"며 즉각 사퇴하라고 주장했다.

#### 야당
민주당 손학규는 “곽 교육감은 국민이 납득할 수 있을 것인지 성찰하고 책임 있게 처신해주길 바란다”고 밝혔다. 민주노동당 우위영 대변인은 “곽 교육감은 모든 진실을 밝히고 대가성이 사실이라면 책임지고 사퇴해야 한다”라고 말했다. 그러나 민주당 일부에서 무죄추정원칙을 예로 들며 곽노현 서울시교육감의 사퇴에 반대한다는 입장을 밝히기도 했다. 이 사건으로 인해 10월 재보선에서도 핵심 변수로 떠오를 것이란 전망에 대해 민주당 박지원은 "나는 곽 교육감 문제와 서울시장 선거 관계는 별개의 문제라고 생각한다. 오세훈 시장이 불필요한 주민투표를 함으로써 오늘 혼란을 가져오게 한 책임이 한나라당에 있기 때문에 우리가 야권단일화를 통해서 승리할 수 있다"고 말했다. 민주당은 "곽 교육감 사건은 대단히 충격적이며 안타깝고 유감이다. 곽 교육감은 이런 상황을 국민이 납득할 수 있을 것인지 깊이 있고 심각하게 성찰하고 책임있게 처신해 주기 바란다."라며 사퇴를 요구했다.
자유선진당 임영호 대변인은 구두논평에서 "깨끗한 선거풍토를 만들고 교육의 편향된 흐름을 바로잡기 위해서라도 구속수사는 필요했다. 곽 교육감은 뼈저리게 반성하고 즉각 사퇴해 서울교육을 더 훼손하지 않기 바란다"고 말했다. 민주당은 "의도적으로 피의사실을 공표하며 ‘마녀사냥’하는 검찰의 행태에 법원이 박자를 맞춘 셈이며 곽 교육감에게 방어권을 행사할 기회가 주어져야 하는데도 법원이 피의자의 기본적 권리를 빼앗았다"고 비판했다. 민주노동당 우위영 대변인은 "검찰의 피의사실 공표 등 불법적 행태에 대해 법원이 사실상 면죄부를 준 것이어서 매우 유감이다. 법원마저 공정성이 흔들리고 객관적 판단이 흐려진 것이라는 비난을 면하기 어려울 것"이라고 지적했다.
진보신당 강상구 대변인은 "곽 교육감의 당시 심정은 이해하나 시기가 적절했는지에 국민이 의문을 가질 수도 있다"라고 말했다.

### 사회권

#### 시민단체
시민단체들도 사퇴를 요구하는 경우가 많았으나 진실규명이 먼저라는 주장도 제기되면서 논쟁이 가열됐다. 진보성향 시민단체들은 "노무현 전 대통령·한명숙 전 총리 수사 때처럼 여론 재판으로 흐르고 있다. 마구잡이식 의혹 부풀리기나 피의사실 공표를 중단하라"고 촉구했다. 이들은 이어 "'후보 단일화 대가로 금전을 제공하기로 한 각서', '진보진영의 공동자금 포함 가능성' 등 확인되지 않은 사실을 언론에 흘리는 일은 이번 수사가 정치적 의도를 가진 표적수사라는 의혹만 더 키우게 될 것"이라며 검찰을 비판했다.
공교육살리기학부모연합, 교육선진화운동 등 학부모 단체들은 “지난 1년여 동안 서울교육은 복지부동과 혼란으로 걷잡을 수 없이 후퇴하고 있고 학교는 무상급식에 뺏긴 예산으로 모두 가난한 학교가 되어 무기력하기 짝이 없다”라며“곽노현 교육감의 보석 신청 요구는 부당한 주장”이라고 지적했다. 이들은 “사건의 중대성도 중대성이지만 곽 교육감의 그간의 행적으로 보아 불구속 재판의 경우 증거인멸은 물론 새로운 증거 조작의 개연성이 높다”며 “만약 불구속 상태로 재판을 받게 된다면 정지된 교육감 권한이 회복되어 교육청에 나가 업무를 담당하게 될 것”이라고 우려했다..

#### 교육계
곽노현이 검찰 수사를 받으면서 곽노현이 추진하던 개혁정책이 표류할 수 있다는 우려가 나오던 가운데 교육계에서는 "검찰 수사는 곽 교육감의 개인적 문제”라며 “곽 교육감의 거취와 무관하게 교육개혁은 차질 없이 추진돼야 한다”고 주장했다. 서울시교육청이 1년 동안 추진해온 대표적인 정책들은 '비리척결'과 '무상급식 확대', '학생인권조례 제정', '혁신학교 확산' 등이 있다. 성기선 가톨릭대 교육학과 교수는 "곽 교육감이 추진한 정책들은 진보 교육감들이 공통으로 내세운 것으로, 교육계 변화에 대한 요구는 여전히 유효하다. 혹시 다른 교육감이 들어서게 되더라도 학생복지와 인권이라는 대세를 거스를 수는 없을 것"이라고 밝혔다.

#### 법조계
법조계는 "검사가 대가성을 입증하기 위해 문건 같은 것을 반드시 제시할 필요는 없다. 판사는 금품 전달과 선거의 시기, 금품을 주고받은 사람의 평소 관계, 금품 액수 등을 통해 종합적으로 판단한다"라며 곽노현이 불리함을 이야기했다.
또한 곽노현이 스스로 2억의 전달사실을 인정한만큼 곽 교육감이 설사 이면합의 사실을 몰랐다 하더라도 건네진 돈의 대가성만 입증되면 처벌은 당연하다는 시각이다. 지금까지 검찰에서 드러난 여러 정황을 볼 때 상식적으로나 다른 사건과의 형평성 차원에서도 법원이 곽 교육감의 주장을 받아들이기 힘들 것이라는 게 법조계의 판단이다.

#### 경향신문
검찰이 구속영장을 청구한 것에 대해 경향신문은 "사건의 핵심은 곽 교육감이 2억원을 건넸다고 밝힌 만큼 그 돈에 대가성이 있는지 여부다. 곽 교육감 측이 사전에 박 교수에게 경제적으로 보상을 하겠다고 약속했다는 보도가 있었지만 곽 교육감 측은 한결같이 선의로 돈을 건넸다고 주장하고 있다. 박 교수 측도 대가성을 부인했다. 이처럼 사실관계를 둘러싼 주장이 첨예하게 갈릴 경우 불구속 수사를 통해 피의자의 방어권을 충분히 보장해주는 게 형사소송법의 취지에 맞다"라고 주장했다.
경향신문은 한상대 검찰총장이 취임한 이후 부쩍 늘어난 공안수사의 일환이라고 보도했다. 경향신문은 또한 한상대의 수사 지시에 대해 "곽노현의 후보 매수 의혹 수사도 결과적으로 야권과 진보진영을 사정권에 둔 것이다. 서울시 무상급식 주민투표에서 여권이 패배한 직후 수사 결과가 발표되거나 수사가 속도를 냈다는 점도 공통점이다."라고 분석했다. 미디어오늘은 한겨레와 경향 등의 진보성향 언론들도 곽노현의 사퇴를 요구한 것에 대해 "(노무현 전 대통령의) 범죄 유무를 법관이 판단하기도 전에 여론몰이를 통해 ‘유죄’로 몰아갔다"며 이번에도 비슷한 방식으로 여론재판을 하고있다고 비판했다.
검찰이 구속영장을 신청한 것에 대해 경향신문은 "사건의 핵심은 곽 교육감이 2억원을 건넸다고 밝힌 만큼 그 돈에 대가성이 있는지 여부다. 곽 교육감 측이 사전에 박 교수에게 경제적으로 보상을 하겠다고 약속했다는 보도가 있었지만 곽 교육감 측은 한결같이 선의로 돈을 건넸다고 주장하고 있다. 박 교수 측도 대가성을 부인했다. 이처럼 사실관계를 둘러싼 주장이 첨예하게 갈릴 경우 불구속 수사를 통해 피의자의 방어권을 충분히 보장해주는 게 형사소송법의 취지에 맞다"라고 주장했다.

#### 곽노현 측근
곽노현의 측근은 "교육감의 기자회견엔 진심이 담겨 있다” “원래 ‘꾼’이었다면 억울하지나 않을 텐데…"라며 안타까움을 드러내기도 했다.

#### 여론조사
9월 1일 내일신문이 여론조사 전문기관인 디오피니언 안부근연구소에 의뢰한 9월 정례조사에 따르면 선의로 줬다는 곽노현의 발언에 대해 '신뢰한다'는 의견은 13.4%에 그쳤고, '불신한다'는 응답은 80.7%나 됐다. 곽노현 거취와 관련해 ‘혐의가 밝혀질 때까지 기다려야 한다’는 의견이 49.1%로, ‘즉각 사퇴해야 한다’는 의견은 46.5%보다 많았다.

#### 기타
- 전국교직원노동조합은 그제 후보 사퇴 대가로 2억 원을 준 혐의가 인정돼 벌금 3000만 원을 선고받은 곽노현 서울시교육감에 대해 ‘업무 복귀 환영’ 논평을 내고 “최종 판결에서는 선의(善意)가 인정되기를 바란다”고 밝혔다. 2009년 4억 원의 재산신고를 누락한 공정택 전 서울시교육감이 1심에서 벌금 150만 원을 선고받자 전교조가 “서울 교육 수장으로서 법적 도덕적 자격을 잃었다. (공 교육감이) 3심 판결 운운하며 자리 보전에 욕심을 낸다면 혹독한 비난을 면하기 어려울 것”이라고 한 것과는 180도 다른 반응이다.

- 금태섭 변호사는 "진보진영은 곽노현 교육감과 냉정하게 절연하고 사건을 지나보내야 한다"고 말했다. 금태섭은 검찰에 의해 무리한 수사와 기소가 이뤄졌고 실제로도 무죄가 선고된 사례로 ‘미네르바 사건’과 ‘KBS 정연주 사장 사건’을 들며 "그러나 이번 사건은 무죄가 예상되는데도 무리하게 수사한다고 하기는 상당히 어렵다. 곽교육감 개인은 무죄 주장을 할 수 있지만, 교육감이라는 공적인 자리를 놓고 볼 때는 설사 대가성이 없다 하더라도 비난을 피할 길이 없다. 진보 진영의 사람도 비도덕적인 일을 할 수 있다. 그렇다고 해서 진보 전체가 부패한 것은 아니다. '우리 편'을 도와야한다는 식으로 어떻게 해서든 곽 교육감을 구해야 한다는 주장이야말로 도덕성의 굴레에 빠져있는 것"이라고 말했다.[54]

- 신진욱 중앙대학교 교수는 "곽 교육감이 박명기 교수에게 2억원을 준 것은 그 사연과 동기가 무엇이었건 분명 공인으로서 부적절한 행동이었다. 하지만 법률적으로뿐 아니라 도덕적, 정치적으로도 종합적 판단을 내리기엔 이르다. 우선 사실관계 자체가 명백히 밝혀지지 않았다. 집권세력과 보수언론이 주장하는 ‘진실’은 아직 ‘검찰의 진실’일 뿐이다. 더구나 피의자 박명기의 변호를 맡은 법무법인은 BBK, 노무현 전 대통령 표적수사 등을 맡은 판·검사, 변호사들이 몸담고 있거나 있었던 곳이다. 우리는 진실에서 출발한 게 아니라, 긴 진실게임을 시작하고 있다."라고 말했다.[55]

- 진중권은 "당장 사퇴해야 한다. 재판 결과와 상관없이 그(곽 교육감)의 도덕성에 커다란 흠집이 가는 것은 불가피하다. 혼자서 교육감이 된 것이 아니라 진보·개혁진영에서 함께 세운 ‘공인’이기에 법적 책임에 앞서 일단 도덕적 책임을 져야 한다"라고 말했다.[42]

- 홍성태 상지대 교수는 "정치나 진보를 운운하며 곽노현이 즉각 사퇴해야 한다는 사람들이 있는데 이 주장은 완전히 틀렸다. 법적 사안을 정치 논리로 재단하는 것은 정치의 타락일 뿐이고, 사퇴는 범죄의 시인으로 몰려 진보의 파멸을 야기할 것"이라고 말했다.[42]

- 김상곤 경기도 교육감은 "사퇴후보에게 아무리 선의라 하더라도 2억원의 금품을 전달한 것은 유감스러운 일”이라며 “그러나 곽교육감이 그 동안 민주적인 법학자로서, 양심적인 교육자로서, 개혁적 교육행정가로서 보여주는 모습을 신뢰하고 존중해 왔고 그것은 지금도 변함이 없다"라고 말했다.[56] "명백하게 진실이 가려지기 전에 현직 교육감을 구속한 것은 과도하다. 청렴과 도덕성에 대한 신뢰를 기반으로 교육개혁 정책을 펼쳐왔던 곽 교육감의 구속이 안타깝다. 최종 진실은 법정에서 가려진다. 사법부가 공정한 재판을 통해 법과 진실의 권위를 올바르게 세우는 현명한 판단을 해달라. 재판 진행 여부와 무관하게 곽 교육감이 추진하던 교육개혁정책은 일관되게 추진돼야 한다"라고 말했다.[57]

- 김승환 전북교육감은 "검찰은 사건 초기 곽 교육감에 대해 출국금지조치를 내렸다”면서 “헌법재판소는 일관된 판례를 통해 도주나 증거 인멸의 가능성 내지 개연성이 없는 피의자는 구속해서는 안된다고 보고 있다. 자신의 삶과 인격의 모든 것을 이 사건에 걸고 있는 곽 교육감이 도주하거나 증거를 인멸할 가능성이나 개연성은 전혀 없다"라며 검찰을 비판했다. 곽노현이 건넨 돈의 대가성에 대해서도 "2억원의 전달이 선거과정이나 선거 후 단기간에 이뤄졌다면 검찰이 지급한 돈의 대가성을 입장하는 데 별 어려움이 없겠지만, 교육감 선거 후 8~9개월 후에 발생한 것으로 대가성 입증이 그리 간단하지 않다"라고 말했다.[58]

- 백낙청 서울대학교 명예교수는 ‘곽노현 교육감에 대한 생각’이란 글에서 “후보 단일화 과정 당시 곽노현, 박명기 두 당사자 사이에 어떠한 금전거래나 금전거래 약속도 없었음을 확신한다”고 밝혔다.[59]

## 후속 조치

### 교육감 직선제 폐지 추진
교육감들의 연이은 부정부패 연루에 대해 한나라당은 교육감 직선제를 폐지하는 방안을 검토하기도 했다. 한나라당 정장선은 KBS 라디오에 출연해 “법정비용만 40억원 가까이 들어가는데 개인이 부담하기에는 버겁고 보전받는 것도 쉽지 않다보니 부패문제가 발생할 수 있는 구조를 안고 있다. 전체적으로 선거 비용을 줄이는 방안이 필요하다”고 말했다. 민주당 이용섭 대변인은 경향신문과의 통화에서 “부작용을 보완해서 해결하면 되지 제도 자체를 폐지하는 것은 교각살우이다. 러닝메이트는 정치적 중립성을 훼손할 우려가 크고 후보 단일화 역시 민의를 반영하지 못하는 비민주적인 처사”라고 비판했다. 교육·시민단체도 “우리나라 성격상 러닝메이트제로 가면 정당 간섭을 받게 된다”, “이번 사태가 교육감 주민직선제 무용론이나 교육자치 제도를 훼손하는 정치공세로 변질될 것을 경계한다”고 밝혔다. 경향신문은 사설에서 "대통령 선거에서는 천문학적 액수의 돈이 뿌려졌고, 지역감정을 조장함으로써 국가공동체의 갈등을 확대재생산했다. 그러나 선거 자체를 없애자는 주장은 나오지 않았다. 제도에 문제가 있다고 제도 자체를 없애려는 것으로서 전형적인 단견이자, 근시안적 행태가 아닐 수 없다"고 지적했다. 김상곤 경기도 교육감은 "교육감 직선제는 온 국민의 관심사인 공교육 정상화와 참여를 통한 교육민주주주의 증진, 그리고 헌법이 규정한 교육의 자주성, 전문성, 정치적 중립성을 구현하는 가운데, 교육이 정치와 일반 행정에 예속에서 벗어나 온전한 교육자치를 구현하기 위한 과정에서 탄생한 제도로써 우리의 교육자치는 우리나라만의 독특한 교육과 사회적 환경의 산물이다. 교육감직선제를 비롯한 교육자치 제도 개선이 필요하다면 교육계를 비롯한 광범위한 사회적 여론을 수렴하는 가운데 보완작업이 이루어져야지 지금처럼 진행되는 것은 시점도 적절하지 않고 방법도 잘못되었다"라며 반대 입장을 분명히 했다.

### 곽노현표 정책 수정
공교육살리기학부모연합, 교육선진화운동 등 학부모 단체들은 “서울시의 임승빈 교육감 대행체제를 신뢰할 수 없다”고 주장했다. 단체들은 “학부모가 바라는 방향과 정 반대인 전면무상급식, 전면체벌금지, 학생인권조례가 교육청 내부의 곽노현 교육감 세력들에 의해 추진되고 있다”며 “그간 이를 묵인, 방조한 임승빈 부교육감은 이들을 장악해 국면 전환을 할 수 없다”고 지적했다. 이에 임승빈 서울시교육감 권한대행은 “사회적 파장과 찬반 논란이 심한 일부 과제는 공청회·토론회·설문조사 등 각계각층의 다양한 의견 수렴과 시의회 협의를 거쳐 신중히 검토하겠다”고 말했다. 체벌 전면 금지와 학생인권조례 등 곽노현 교육감이 추진하면서 사회적 논란이 됐던 정책들과 거리를 두겠다는 의미로 해석된다.